# إليزابيث كايلو
إليزابيث كايلو (بالبرتغالية: Elizabeth Cailo) مواليد 2 يوليو 1987، هي لاعبة كرة يد أنغولية تلعب كجناح أيسر. مثلت منتخب أنغولا لكرة اليد للسيدات. شاركت في دورة الألعاب الأولمبية الصيفية سنة 2008.

## سجل المنافسة
شاركت في البطولات التالية:
- الألعاب الأولمبية الصيفية 2008
- بطولة العالم لكرة اليد للسيدات 2015

## روابط خارجية
- إليزابيث كايلو على موقع اللجنة الأولمبية الدولية (الإنجليزية)
- إليزابيث كايلو على موقع أوليمبيديا (الإنجليزية)